# Çaycuma

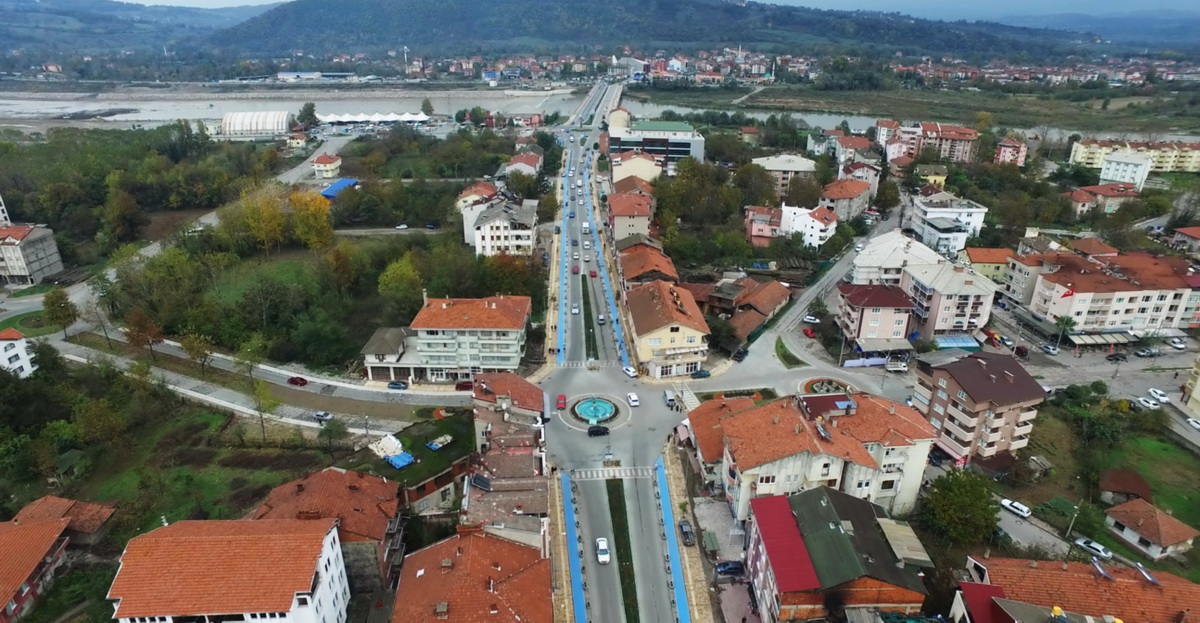
A view of Çaycuma (2016)

Çaycuma est une ville et un district de la province de Zonguldak dans la région de la mer Noire en Turquie.